# Brian Gottfried
Brian Edward Gottfried (* 27. ledna 1952, Baltimore) je bývalý americký tenista židovského původu. V roce 1977 byl světovým hráčem č. 3. Jeho největším úspěchem byl postup do finále Roland Garros v roce 1977, kde podlehl Argentinci Guillermo Vilasovi. Ve Wimbledonu bylo jeho maximem semifinále (1980), na US Open čtvrtfinále (1977, 1978). Ještě větších úspěchů dosáhl v mužské čtyřhře, kde dvakrát vyhrál French Open (1975, 1977), jednou Wimbledon (1976) a hrál finále US Open (1977). Ve všech případech byl jeho spoluhráčem Mexičan Raúl Ramírez. V roce 1976 byl ve čtyřhře světovou dvojkou. Během své profesionální kariéry vyhrál 25 titulů ve dvouhře (např. Italian Open čtyřikrát po sobě) a 54 ve čtyřhře. S americkým daviscupovým týmem dvakrát vyhrál Davis Cup (1978 a 1982) a jeho bilance v této soutěži byla 7 vítězství a 7 proher. Během své kariéry vydělal na turnajích 2,7 milionu dolarů. Gottfried ukončil kariéru jako hráč s největším počtem vítězství mezi hráči, kteří nikdy nevyhráli grandslam. Tento rekord držel 32 let, než ho překonal David Ferrer. V roce 1999 byl uveden do Židovské sportovní síně slávy. Po skončení hráčské kariéry se stal trenérem, podílel se například na vzestupu Michaela Changa. Byl též sportovním funkcionářem, v roce 1987 byl zvolen prezidentem ATP.